# Ratatosk

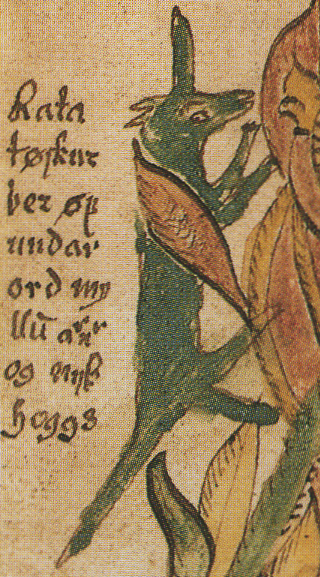
Ratatosk in een oud zeventiende-eeuws IJslands manuscript (AM 738 4to). De tekst luidt "Rata / tøskur / ber øf / undar / ord my / llū arnr / og nyd / hoggs". Árni Magnússon Institute, IJsland.

Ratatosk is in de Noordse mythologie de eekhoorn die berichten overbrengt tussen de arend Vidofnir, die hoog in de boom Yggdrasil zit, en de draak Nidhogg, die aan de wortels van de boom knaagt. Ratatosk rent heen en weer tussen de twee om de verwensingen jegens elkaar over te brengen. Grímnismál vermeldt hem in vers 32.
Oorspronkelijk werd Ratatosk als de boodschapper gezien. In latere beschrijvingen werd toegevoegd dat hij de berichten van Nidhogg en de Arend ook nog eens verdraaide en op die manier tweestrijd zaaide tussen beide kemphanen. Zijn bijnaam werd vervolgens ook wel de 'Twistzaaier'.